# Otto Barthel
Otto Barthel (* 15. Januar 1895 in Marktbreit; † 20. September 1975 in Nürnberg) war ein deutscher Lehrer und Schriftsteller. Er verfasste mehrere historische Werke und trat auch als Autor von Schulbüchern hervor.

## Leben
Otto Barthel wurde am 15. Januar 1895 in Marktbreit geboren. Die Stadt war Teil des Bezirksamtes Kitzingen im bayerischen Bezirk Unterfranken. Der Vater Adam Sebastian Barthel (1855–1908) arbeitete als Bautechniker in Marktbreit, die Mutter Maria Anna Barthel (1860–1921) war eine geborene Förster. Barthel besuchte nach seiner Zeit in der Volksschule Marktbreit die Realschule in Würzburg. Im Jahr 1913 erfolgte die Lehramtsprüfung für die Volksschulen. Unklar ist, ob Barthel in der Folgezeit eingezogen wurde und im Ersten Weltkrieg kämpfte. In den Jahren bis 1922 ist er an verschiedenen Volksschulen in Mainfranken nachzuweisen. Anschließend wechselte er nach Nürnberg in die Volksschule an der Holzgartenstraße, ehe er Lehrer an der Schule in der Harsdörfferstraße wurde. 
Im Jahr 1944 stieg Otto Barthel zum Volksschulrektor auf. Er verweigerte sich allerdings, im Zuge seiner Beförderung in die NSDAP einzutreten. Nach dem Ende des Zweiten Weltkriegs wurde Barthel am 6. Juni 1945 zur Unterstützung des Nürnberger Schulreferenten Hans Raab in das Stadtschulamt berufen. Er bemühte sich in dieser Position bei der amerikanischen Militärregierung um die Zulassung eines Lehrervereins und engagierte sich später für den örtlichen Ableger des BLLV. Bereits 1946 wurde Barthel zum staatlichen Schulrat ernannt. Nachdem er 1950 von der Stadt zum städtischen Schulrat gemacht worden war, stieg er bis 1955 zum Oberschulrat auf. Barthel trat im Jahr 1960 in den Ruhestand. Er war zweimal verheiratet und hatte aus der ersten Ehe vier Kinder. Otto Barthel starb am 20. September 1975 in Nürnberg.

## Werke (Auswahl)
- Nürnberg. Heimatgeschichtliches Lesebuch. Berichte, Gedichte, Erzählungen, Urkunden, Bilder. Fränkische Verlagsanstalt und Buchdruckerei, Nürnberg 1955.
- mit Emil Ammon, Gerstorfer Wilhelm: Mit eigener Kraft. Erdkunde. Unterrichtswerk für Volksschulen. Klett Verlag, Stuttgart 1959. 4. Bde.
- Die Schulen in Nürnberg. 1905–1960. Mit Einführung in die Gesamtgeschichte im Auftrage des Stadtrats/Schulreferat bearbeitet. Fränkische Verlagsanstalt und Buchdruckerei, Nürnberg 1960.
- Wolfgang Konrad Schultheiss (1786–1866). Erzieher, Historiker. Schule im Spannungsfeld zwischen gestern und morgen. Vom Werden der Gestalt des Lehrers, der Didaktik, Lehrerbildung und Schulstruktur–bis zur Gesamtschule. Neuer Weg des Erstlesens (Lehrskizze, Alphabettafel) [...] (= Beiträge zur Geschichte und Kultur der Stadt Nürnberg Bd. 16). Nürnberg 1970.

## Ehrungen
- 1961: Bundesverdienstkreuz
- 1963: Bürgermedaille der Stadt Nürnberg
- 1963: Ehrenmitgliedschaft des Bayerischen Lehrer- und Lehrerinnenverbands